# جاي لويس
جاي لويس (بالإنجليزية: Jai Lewis)‏ مواليد 13 فبراير 1983 في أبردين، هو لاعب كرة سلة أمريكي. بدأ مسيرته الاحترافية في سنة 2006. يبلغ طوله 6 قدم 7 بوصة (2.0 م). لعب مع نادي بوسنا رويال لكرة السلة وستراسبورغ أي جي.